# San Esteban de Nueva Tlaxcala
San Esteban de Nueva Tlaxcala (del náhuatl: Yankwik Tlaxkallan) fue un municipio tlaxcalteca en lo que hoy es el estado mexicano de Coahuila. San Esteban fue la más septentrional de las seis colonias tlaxcaltecas establecidas en 1591 con el permiso del virrey de Nueva España, Luis de Velasco; sus fundadores eran originarios de Tizatlán. En 1834, la Villa del Saltillo comenzó la anexión de San Esteban, formando finalmente la ciudad de Saltillo.
En la frontera nororiental escasamente poblada de México, amenazada por indígenas hostiles (chichimecas), los neotlaxcaltecas eran aliados de los colonos españoles contra los indígenas de la región, pero también se distinguían por su sociedad independiente. San Esteban estuvo a menudo en controversias legales con los colonos españoles de Saltillo. Estos solían amenazar con quitarles terrenos, pero lograron defenderse con las prerrogativas del virrey y, en general, las Capitulaciones de 1591. Los neotlaxcaltecas evitaron tener un contacto muy cercano con los colonos españoles, aunque algunos, de hecho, impartieron clases de educación a hijos de empresarios.
Los tlaxcaltecas, conociendo las políticas jurídicas y virreinales, fueron capaces de establecer un gobierno indígena experto en derecho indiano en el Imperio español. Con el tiempo, su identidad como grupo social y expansión como comunidad culturalmente identificada se consolidaron todavía más, mediante relaciones de poder y sucesos políticos y económicos.

## Historia

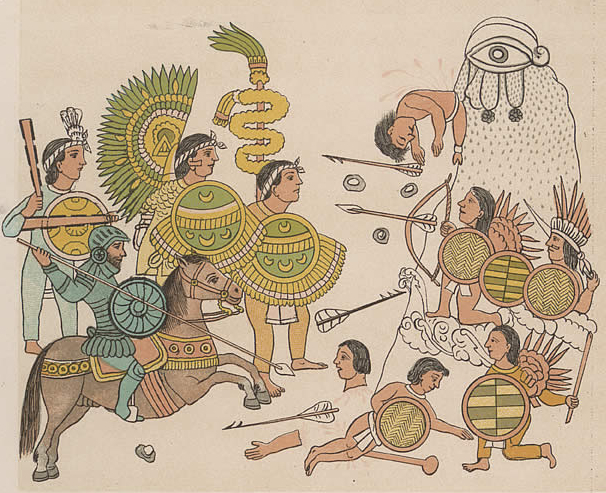
Tlaxcaltecas y un español (izquierda) peleando contra chichimecas.

San Esteban se estableció como parte de una estrategia del gobierno español para poner fin a la prolongada y destructiva Guerra Chichimeca (1550-1590) y obtener el control de sus fronteras del noreste. Los españoles decidieron reasentar a 400 familias tlaxcaltecas en las zonas en conflicto. Los tlaxcaltecas eran cristianos y leales aliados de los españoles. Ellos ayudarían a los españoles a defender su frontera norte y pacificar a las tribus chichimecas por "medios suaves y pacíficos", presentándoles el cristianismo y la cultura española y convirtiéndolos de cazadores-recolectores nómadas en agricultores sedentarios.
Las 400 familias tlaxcaltecas fueron reasentadas en seis lugares diferentes, incluido el conflictivo asentamiento español de Saltillo. El reasentamiento fue precedido por una larga negociación entre las autoridades españolas y los líderes tlaxcaltecas. Los tlaxcaltecas obtuvieron una serie de concesiones, la más importante de las cuales fue que sus comunidades serían autónomas, independientes de los gobiernos locales y dependientes únicamente de la oficina del virrey en Ciudad de México.
Otras concesiones que recibieron fueron el reconocimiento de los tlaxcaltecas como hidalgos ("caballeros", un estado heredable), la exención de tributos y trabajos forzados (el sistema de encomiendas) y la prohibición de la usurpación de sus tierras por ganado propiedad de no tlaxcaltecas. A los tlaxcaltecas también se les otorgó el derecho a portar armas como los españoles y a montar caballos "ensillados y bridas". San Esteban sería así "un municipio independiente con privilegios especiales que lo colocaba en un mundo entre españoles e indígenas".

### Fundación

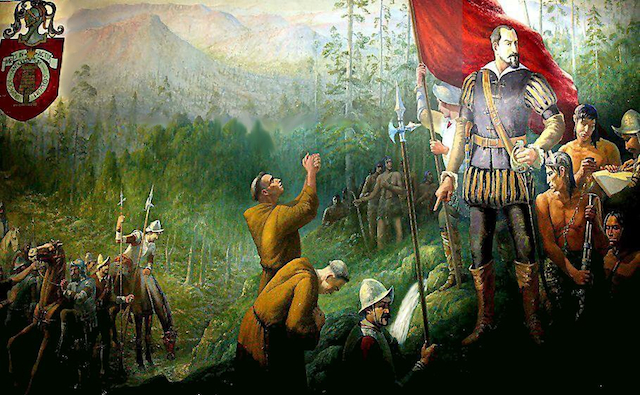
Francisco de Urdiñola fundando San Esteban de Nueva Tlaxcala.

En julio de 1591, 71 familias tlaxcaltecas y 16 solteros llegaron a Saltillo y el pueblo de San Esteban fue fundado en el lado occidental del asentamiento español y separado de los españoles solo por un canal de riego. Sólo 20 "vecinos" españoles (propietarios de viviendas) vivían en Saltillo. Su número fue disminuyendo y el asentamiento corría peligro de ser extinguido por los ataques chichimecas, por lo que los tlaxcaltecas fueron recibidos con entusiasmo.
Los tlaxcaltecas armaron y equiparon a sus hombres para ayudar en la defensa de Saltillo, además de proporcionar un pequeño grupo, generalmente de 8 a 10 hombres, para unirse a los españoles en expediciones para reprimir a las tribus nómadas que vivían cerca de Saltillo. Aunque la guerra chichimeca casi había terminado, otras tribus nómadas, como los tobosos, en el norte de México continuaron siendo hostiles a los españoles.
El poblamiento de la ciudad fue liderado por los tlaxcaltecas Don Buenaventura de Paz (gobernador en 1577 y 1578 de la cabecera de Tizatlán) y Don Joaquín de Velasco, los nietos de Xicohténcatl el Viejo, quienes salieron de su tierra como capitanes de Tizatlán. Don Buenaventura, conocido como el "indio principal de Tlaxcala" regresó a la provincia, mientras que Don Joaquín se quedó como primer gobernador de la ciudad de San Esteban de Nueva Tlaxcala. Don Antonio de Naveda fue el primer alcalde; Gaspar Cleofas Sánchez, el primer regidor; Lorenzo de Aquino, el alguacil mayor, y Tomás de Aquino, fiscal de la iglesia.

### Época virreinal

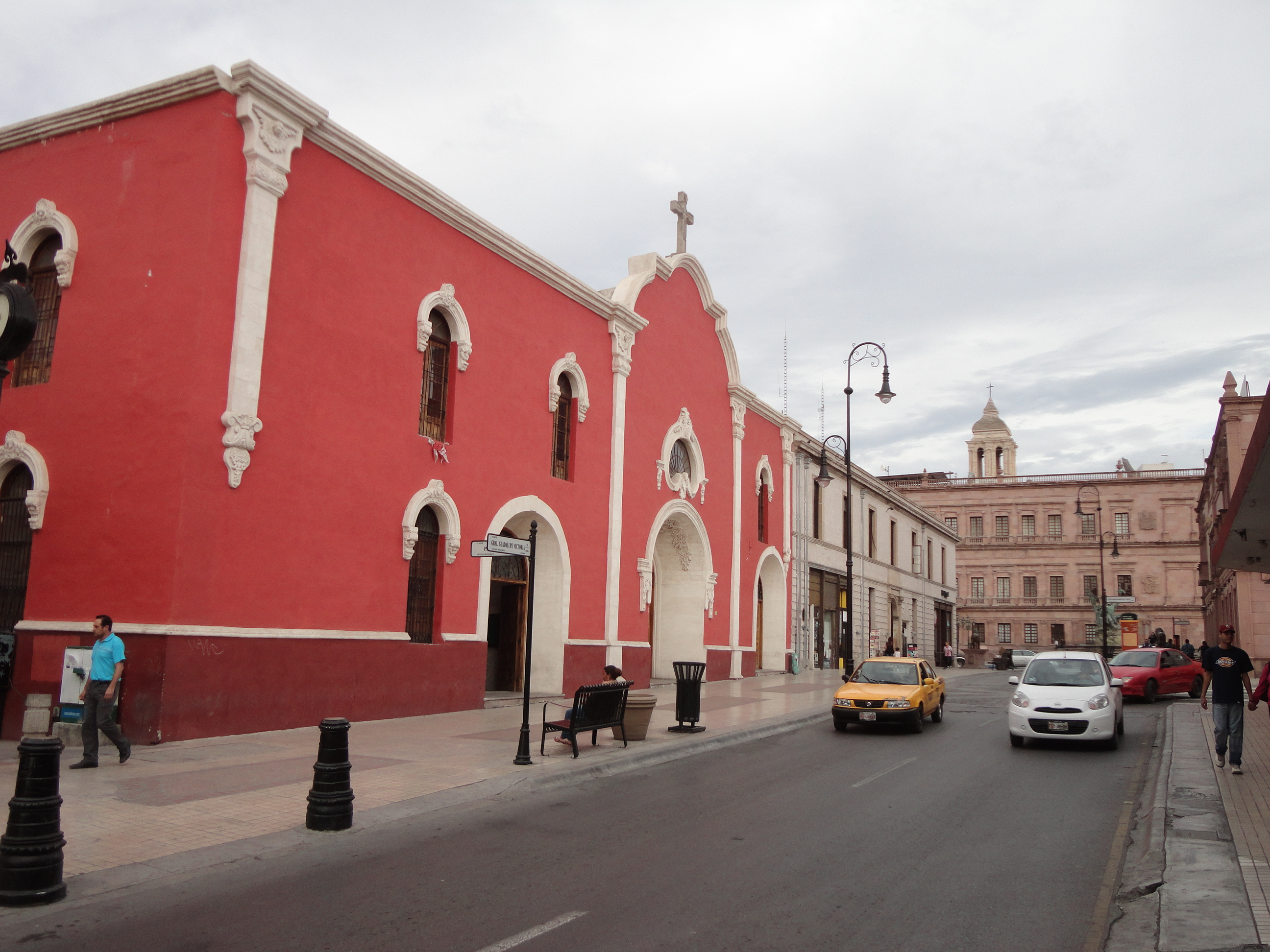
La Catedral de San Esteban es la más antigua de Saltillo.

El virrey había encargado a los neotlaxcaltecas que ayudaran a "civilizar" al pueblo chichimeca. Varios cientos de guachichiles anteriormente hostiles fueron reasentados cerca de San Esteban en tierras que les fueron entregadas como parte de un acuerdo de paz. En el año 1677, San Esteban reclamó la tierra guachichil como propia, declarando a los descendientes de los guachichiles como "tlaxcaltecas puros". La población de San Esteban era entonces de 1750 habitantes.
A lo largo de los más de 200 años de historia de San Esteban, los neotlaxcaltecas reclamaron y se esforzarían por mantener su pureza étnica, tanto por orgullo como por el deseo de mantener los privilegios que se les otorgaron en 1591. Se casaron principalmente dentro de su propia comunidad y conservaron su idioma nativo, el náhuatl, como lo demuestra la gran cantidad de documentos nahuas, especialmente testamentos, conservados de los siglos XVII y XVIII.
Un sacerdote español describió a los residentes de San Esteban en 1777 como "trabajadores, aborreciendo la pereza y entregándose con entusiasmo a sus labores agrícolas, y responsables de producir la mayor parte de las verduras y frutas que se consumen en el vecino Saltillo".
La reorganización del gobierno virreinal en la década de 1780 resultó en que San Esteban perdiera gran parte de su autonomía y derecho de autogobierno. Una creciente población no tlaxcalteca del noreste de México, la hostilidad indígena, la sequía y las enfermedades comenzaron a erosionar la independencia de San Esteban a partir de esa década. La ciudad perdió constantemente batallas políticas y legales con las autoridades no indígenas de Saltillo, y comenzó a luchar más por sobrevivir que por retener sus tradicionales privilegios y derechos.
Debido a la alarmante situación, en 1781, los gobernantes de San Esteban visitaron Tlaxcala para conseguir copias de documentos guardados, entre estos las Capitulaciones de 1591. Varios años después, en 1811, ocurrió la llegada de los insurgentes de Miguel Hidalgo a Saltillo, pero esta, de hecho, resultó indiferente para los neotlaxcaltecas. A pesar de la vigencia de la Constitución de Cádiz en México en 1814 y los años posteriores, San Esteban pudo conservar su autonomía, a diferencia de otras poblaciones tlaxcaltecas que perdieron el control de sus tierras por los criollos.

### México independiente
Los derechos tradicionales de San Esteban se erosionaron aún más después de 1821, cuando México se independizó. En 1827, se cambió el nombre de la ciudad a Villalongín, y el de Saltillo se cambió a Leona Vicario. En 1831, el Congreso emitió un decreto ordenando la desaparición de Villalongín para fusionarlo con Leona Vicario, formando una única ciudad, Saltillo. En 1834, se abolieron los ayuntamientos de ambas ciudades para formar uno solo, eso también conllevó a la pérdida de escrituras de tierras e inmuebles, como el hospital de los naturales.
Los saltillenses a favor de Antonio López de Santa Anna restauraron la ciudad, pero los tlaxcaltecas perdieron el gobierno en 1837. Para ese año, los neotlaxcaltecas ya habían vendido demasiadas propiedades y a la fuerza, muchos de ellos viéndose obligados a desplazarse en las periferias y otros a la mezcla con la sociedad criolla. En los años posteriores continuó la lucha por su autonomía, llegando San Esteban incluso a formar parte del estado de Nuevo León. No fue hasta 1873 cuando la ley de 1827 finalmente se llevó a cabo de facto.
La pérdida de la autonomía también derivó en la pérdida del náhuatl neotlaxcalteca como idioma común en San Esteban. Don Cesáreo Reyes, que fue entrevistado por la revista Tlalocan, explica que cuando estudió en la escuela del pueblo fue ayudante de varios profesores que no eran nahuahablantes, ya que estos estaban impartiendo clases a estudiantes que no sabían español. Este es uno de muchos testimonios que demuestran que la castellanización en realidad se dio en el México independiente y a través del sistema educativo, con el objetivo de borrar la identidad indígena.
Finalmente, debido a las disputas por la autonomía y anexión de San Esteban, todos los libros de Actas del Cabildo municipal se perdieron. Los neotlaxcaltecas sufrieron despojo de sus bienes y, desde entonces, una cada vez mayor discriminación. En los años siguientes, muchos edificios de San Esteban fueron ocupados y destruidos, principalmente durante la Revolución mexicana.

## Zonas de la ciudad
La ciudad se dividió en cinco barrios o tlaxillakalli: La Concepción, San Esteban, Santa Ana, San Buenaventura y La Purificación. Los nombres de los primeros cuatro barrios corresponden a varios topónimos de Tizatlán: Santa María Concepción Atlihuetzian, San Esteban Tizatlan, Santa Ana Chiauhtempan y San Buenaventura Atempan. El quinto parece ser una fundación posterior, ya que no corresponde a ningún topónimo de Tizatlán, ni tampoco a la división política común mesoamericana (de 4 entidades y no 5).
En los documentos municipales también se mencionan sitios sin identificar, como el Callejón de las Siete Vueltas, el Camino Blanco, Oztoyxpan, Quauhxiuhtlahtzinco, Chiauhtlatepetl, Chiauhxumulco y Atempan. Por otra parte, a los indígenas autóctonos de la región se les asignaron terrenos separados, dejando al norte de las Casas Reales a los rayados, y al sur del Templo de San Esteban a los guachichiles. En la ciudad también había el hospital de los naturales como el de Tlaxcala y una escuela, ambos establecidos desde la fundación del pueblo.

## Gobierno
En San Esteban de Nueva Tlaxcala, los cargos eran ocupados por los pipiltin (nobles). Los neotlaxcaltecas elegían de forma representativa su propio ayuntamiento, el cual mantenía las tradicionales instituciones de la vieja Tlaxcala y defendía tanto su autonomía como la libertad civil, por lo que seguía una forma de gobierno democrática. Además, el ayuntamiento se reunía directamente con representantes de la corona española, portando este cargo el capitán protector y justicia mayor, nombrado por el virrey.
El cargo de gobernador de la ciudad era el principal, siendo intercambiado por elección entre los distintos tlahxillakalli. Los alcaldes ordinarios eran magistrados que le seguían en la jerarquía al gobernador y se encargaban de los asuntos judiciales, tanto civiles como criminales. Los regidores eran los representantes de los ciudadanos, enfocándose en solucionar sus problemas. El alcaide tenía la cárcel a su cargo, mantenía el orden y perseguía delitos. El síndico procurador representaba el ayuntamiento. El fiscal topileh, los intereses religiosos. El capitán protector y justicia mayor también defendía los privilegios de los tlaxcaltecas y chichimecas.
Debido a que el náhuatl era el idioma en uso común, los miembros del gobierno nombraban a un nahuatlato, traduciendo los acuerdos en actas, copiando leyes y guardando libros en arcas. En el ámbito militar, la autoridad municipal participaba seguido en la defensa del territorio con milicianos armados y a caballo, ayudando y socorriendo a los asentamientos de los españoles, así como enviando escoltas a las expediciones novohispanas en Texas. Permitía también el alojamiento en las Casas Reales para las unidades militares, así como provisiones.

## Economía
La base de la economía neotlaxcalteca era la agricultura. Los habitantes de San Esteban labraron la tierra, sembraron hortalizas, plantaron árboles y, además, en su tierra prosperaba el maguey. Desde el principio empezaron a vender licores, dulces y otros productos. La influencia de los colonos españoles también estuvo presente, como en los molinos de trigo, la introducción de nuevos animales y la producción vitivinícola.
El comercio saltillense comenzó al venderse trigo en harina y maíz a Zacatecas. De hecho, tanto colonos neotlaxcaltecas como saltillenses iniciaron su economía mercantil con los regiomontanos exitosamente. Esto también derivó al enriquecimiento individual y a la creación de un capital inicial con el que multiplicaron sus recursos, con personas contratadas para trabajar en los molinos o cultivando tierras, aunque no con buen salario.
Desde el siglo XVIII, la ganadería en Nueva Tlaxcala desapareció, seguramente por las sequías y el despojo de sus tierras de pastoreo. Debido a ello, los neotlaxcaltecas se dedicaron más a la agricultura, una actividad económica que, de hecho, fue lucrativa. Además, en la plaza de Tlaxcala se hacían las ferias y los tianguis, donde se distribuían por la región todo tipo de productos como mulas de transporte y servicios como la artesanía.

## Colonias neotlaxcaltecas
San Esteban envió colonos al asentamiento cercano de Parras en 1598 y en los siglos XVII y XVIII envió colonos a una docena de otros asentamientos amenazados por indígenas hostiles. Los contingentes de neotlaxcaltecas enviados para ayudar a defender estos lugares y pacificar a los indios locales por lo general eran de 10 a 14 familias. Así, los tlaxcaltecas estaban ampliamente distribuidos a lo largo de la frontera noreste de México. El gobierno español proporcionó a los colonos herramientas y semillas y, a veces, les pagó en efectivo por su colaboración. Los colonos tlaxcaltecas continuaron teniendo los privilegios de los que disfrutaban en San Esteban de Nueva Tlaxcala.
Otros grupos de neotlaxcaltecas también salieron de la ciudad para fundar y consolidar otras poblaciones como Monterrey y Viesca, además de Guadalupe, Bustamante y Villaldama en Nuevo León; Monclova, Nava, Nadadores, Candela y otras villas en Coahuila e incluso San Antonio, Texas. La riqueza de la región propició la Feria del Saltillo, una de las más famosas de la Nueva España durante la época virreinal. Se celebraba en octubre de cada año. Con el comercio, desde 1659 llegaron mercaderes que traían esclavos negros de Angola y Mozambique.

## Identidad cultural

### Danza

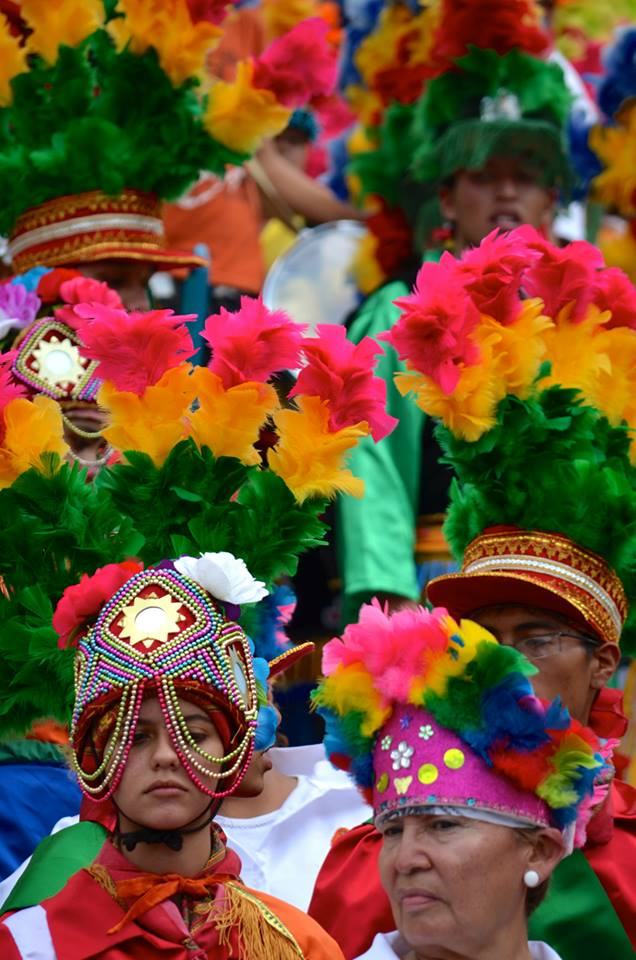
Matlachinada de 2014 en Saltillo.

La "matlachinada" es una danza de origen tlaxcalteca que llegó a Coahuila (y, en general, al norte de México) junto con los colonos en 1591. Como baile de tradición prehispánica tiene un carácter guerrero, visible en sus formaciones lineales y en las armas utilizadas. La música que acompaña estas danzas suele ser de sonajas, zapateado, tambores, violín y, en algunos casos, acordeón.

### Literatura
Es poco lo que se sabe de la literatura propia de los neotlaxcaltecas. Se conoce un corto poema náhuatl en la variante neotlaxcalteca registrado en el siglo XX por la revista Tlalocan, dado por Don Cesáreo Reyes, un nahuatlato nativo de Saltillo.

Onpa tsintlan tepetl
xochitl mowiwilana,
monextia se konetsintli
ke noyollo kitihtilana.

Poesía tlaxcalteca de Saltillo

En el mismo artículo de la revista también se muestra un vocabulario y una traducción libre del poema anterior al español: Allá, bajo aquella montaña, se aparece una virgen, que mi corazón la llama.

### Gastronomía

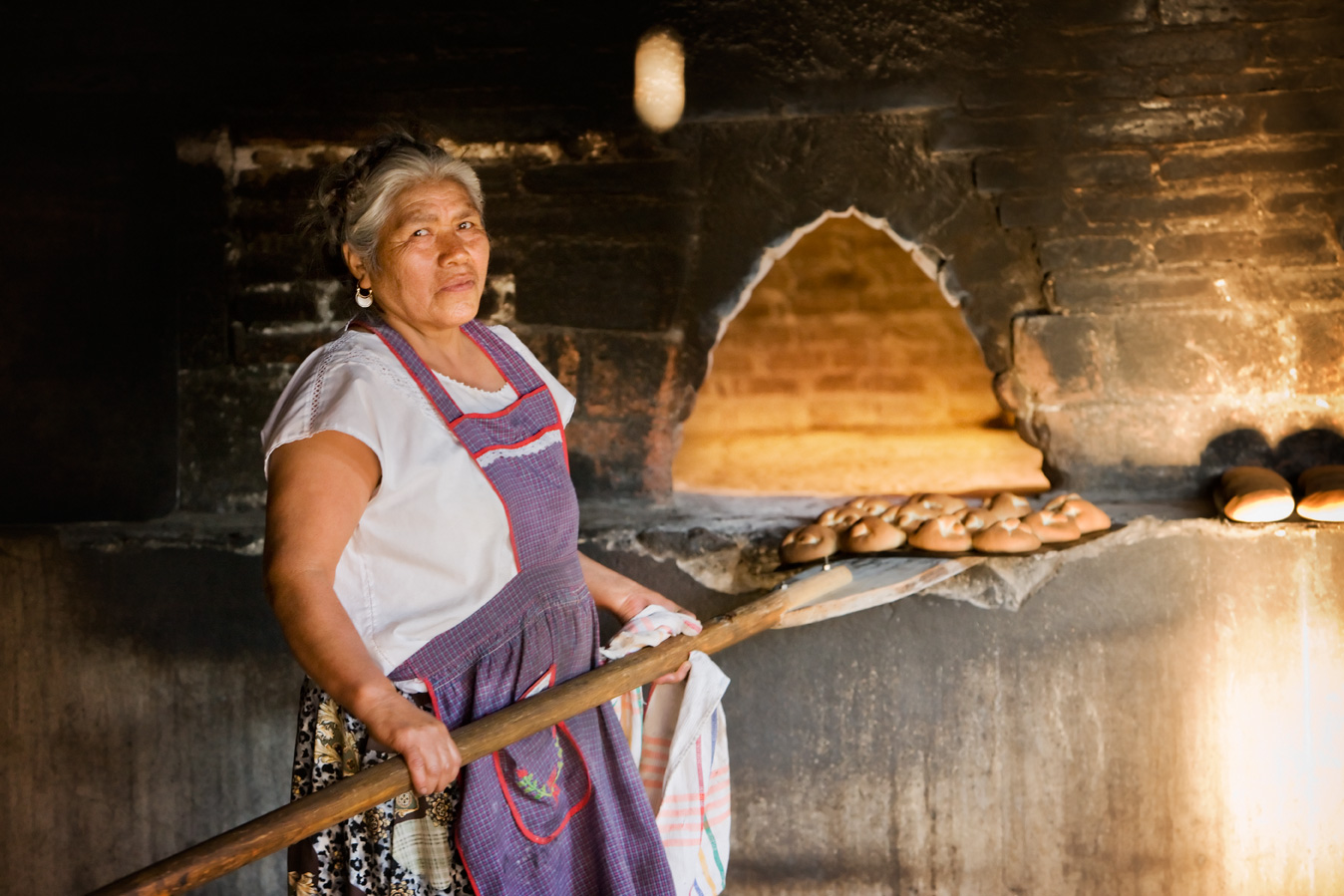
Mujer preparando pan de pulque.

Una de las tradiciones culinarias más representativas es el pan de pulque. Este se inventó cuando, al ser muy costoso traer levadura desde España, se buscó sustituir el agente fermentador por el pulque dulce de los tlaxcaltecas. En general, la cocina del noreste de México conserva influencia tlaxcalteca, como las tortillas, las gorditas, las enchiladas, los tamales, los chicales, el champurrado, el atole, el pan de maíz, etc. La producción tradicional del pulque llevó también al origen de preparaciones como el cabrito al pulque.

### Artesanía
Al llegar los tlaxcaltecas al territorio, transformaron el entorno de la ciudad creando huertas y multiplicando las ovejas. Es posible que a partir de ahí se establecieran talleres textiles, pues, en 1650, hubo un envío de dos maestros tejedores tlaxcaltecas a San Esteban. Entre las artesanías más representativas de los neotlaxcaltecas, el sarape de Saltillo es la más conocida a nivel mundial. Este se comenzó a hacer con tintes, lana de borregos y telar, plasmando todo lo que se veía en ese lugar árido. Para darle más color al tejido y reflejar diferentes tonalidades según el ambiente, se comenzó a realizar con hilos más finos y delgados. Para probar que un sarape era saltillense se extendía entre dos personas y se le vaciaba un jarro de agua, pues, si se filtraba el agua, entonces no lo era.

### Arquitectura
La arquitectura menor del centro histórico de Saltillo está ligada a los colonos tlaxcaltecas, principalmente por ser los portadores del adobe en San Esteban. Teniendo conocimiento sobre la construcción con arquitectura de tierra, consiguieron una doble solución, protegiéndose tanto del clima extremo de la región como de los indígenas nómadas hostiles. De esta forma, las casas de adobe de doble alto con techos de terrado de tableados y morillos aseguran una temperatura adecuada y buena defensa, pues, asimismo, los muros de estas viviendas son casi imposibles de trepar.
También se conservan los restos arquitectónicos de una represa en el cauce del Arroyo del Pueblo, evidencia de la colonización agrícola, de la cual existen asimismo registros oficiales del siglo XVII.